# Cerco de Groningen
O cerco de Groningen foi um conflito militar da Guerra Franco-Holandesa, que durou de 20 de julho a 28 de agosto de 1672 na cidade Groningen, na atual Holanda.  A vitória holandesa colocou fim nas esperanças do Bispado de Münster em conquistar território dos Países Baixos.  O exército de Münster ficou tão enfraquecido que o exército holandês reconquistou facilmente o território que Münster havia conquistado algumas semanas antes. Todo ano na cidade de Groningen celebra-se esta vitória com um feriado local no dia 28 de Agosto.

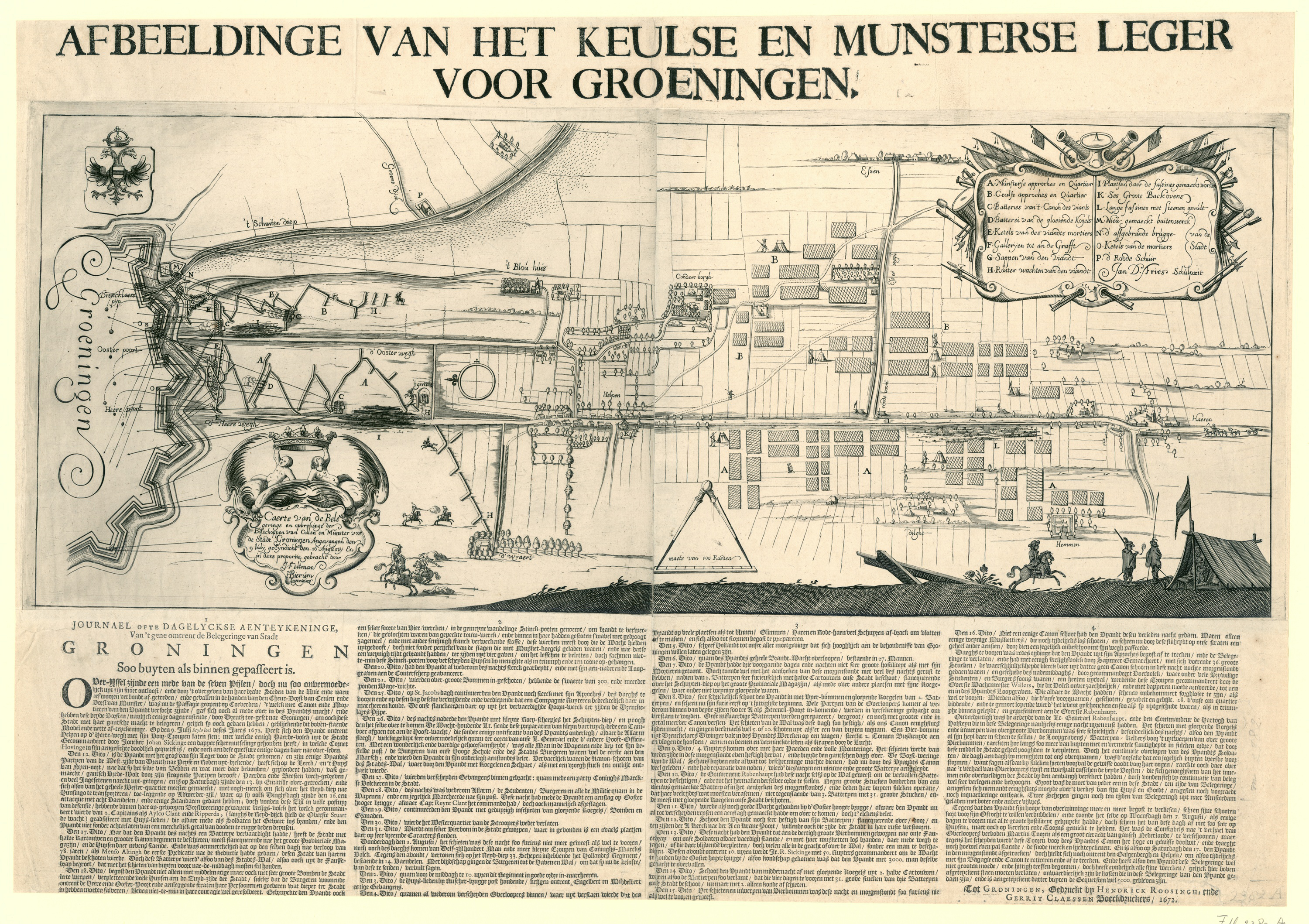
Imagem do exército de Colônia e Munster em frente a Groningen.

Em 28 de agosto daquele ano, após um cerco de apenas um mês, o bispo de Münster ordenou a retirada de suas tropas. Ele era popularmente chamado de “Bomba Berend” devido ao uso frequente de bombas disparadas de canhões, o armamento mais moderno da época, que causava danos consideráveis dentro das muralhas da cidade.

## Contexto histórico
O príncipe-bispo de Münster acreditava que poderia reivindicar as áreas dentro e ao redor de Groningen porque antes pertenciam à sua diocese. Os Ommelanden eram uma parte eclesiástica da diocese de Münster até o estabelecimento da diocese de Groningen em 1559. Westerwolde não fazia parte eclesiasticamente daquela diocese, mas fazia parte do príncipe-bispado secular. A jovem República Holandesa foi atacada por todos os lados em 1672 e então ele viu sua oportunidade de atacar o norte "desprotegido" para fortalecer suas reivindicações.

### Antecedentes
Já em 1665, o bispo de Münster havia invadido Westerwolde (a região que pertencia ao bispado de Münster por mais tempo) no que ficou conhecido como a Primeira Guerra de Münster. Os soldados de Münster estavam estacionados nas aldeias fronteiriças de Walchum, Dersum e Heede. Como a liderança do exército estava ciente das terras pantanosas traiçoeiras nas áreas fronteiriças e da tática holandesa de inundar essas áreas, eles inventaram um estratagema para chegar às aldeias de Westerwold. Presumivelmente em direção a Sellingen, através do Hasseberg, eles fizeram uma estrada artificial com vários quilômetros de extensão pela área pantanosa. Para isso usavam mato, portas de celeiro, postes e todo tipo de outros materiais. A intenção era que a retaguarda muito maior do exército seguisse com a artilharia. Antes de passar para as fortalezas Bourtange, Winschoten e huis te Wedde, a vanguarda do exército alojou-se na aldeia de Jipsinghuizen, para aguardar a conexão com a retaguarda do exército que se seguiria. Segundo a tradição, a liderança do exército estava localizada em Erve Pollingh, uma grande fazenda diretamente ao norte, enquanto o acampamento do exército estava localizado em Breiskaamp.
Na manhã de 26 de setembro de 1665, as tropas da guarda de Groningen e Ommelanden atacaram o acampamento militar de Münster em Jipsinghuizen, vindos de Bourtange. Proporcionalmente em menor número, os soldados de Groningen liderados pelo Tenente Nierop conseguiram dominar os de Münster e colocá-los em fuga após uma luta intensa. Foi um confronto curto, mas muito violento, no qual cerca de 300 soldados de Münster foram mortos. As tropas alemãs tiveram que fugir às pressas e retirar-se para Eemsland através da passagem artificial pelo pântano. Posteriormente, os soldados de Bourtanger desativaram a estrada construída, incendiando-a. Segundo a tradição, o fato de as tropas holandesas de Bourtange terem alcançado essa vitória deveu-se em parte ao sacristão Willem Maartens de Vriescheloo. A história conta que quando a guarnição de Bourtange chegou a Jipsinghuizen, ele tocou o Het Wilhelmus em sua trombeta tão alto que os homens de Münster pensaram que estavam cercados por um regimento inteiro de tropas holandesas. Como eles também desativaram suas armas, essa foi uma derrota séria para Bomba Berend. A lenda também conta que Willem Maartensz recebeu uma grande recompensa por suas ações. Ele teria permissão para construir uma fazenda no local que mais tarde seria chamada de Stakenborg (entre Vlagtwedde e Bourtange). O evento do encontro militar também é conhecido como Batalha de Jipsinghuizen (1665). O Cemitério do Bispo local homenageia os soldados de Münster caídos na batalha, que teriam sido enterrados lá em uma vala comum.

### O avanço para a cidade fortificada de Groningen
Depois de uma série de cidades e fortalezas em Twente, Salland e no norte de Overijssel terem sido capturadas, o exército do Bispo marchou via Bad Bentheim até Coevorden, onde o cerco foi estabelecido em 7 de julho. Após alguns dias de combates, a cidade rendeu-se e o exército episcopal avançou em direção ao reduto de Bourtange. O pânico já havia estourado ali, pois a fortaleza de Coevorden, recentemente conquistada pelo Bispo, era conhecida como um reduto inexpugnável. Naquela época, porém, a liderança da defesa nas cidades fortificadas estava muitas vezes nas mãos dos filhos dos prefeitos, em vez de soldados qualificados. Além disso, quando o Bispo soube que não poderia vencer com balas de canhão, mudou para outra estratégia: a de capturar uma cidade com dinheiro e ouro. No entanto, a fortaleza de Bourtange foi liderada pelo hábil capitão Bernard Johan Prott.
Em 11 de julho de 1672, o comandante-chefe de Münster, Heinrich Martel, reivindicou a fortaleza em nome do Bispo. O capitão Prott e sua guarnição recusaram. Martel anunciou então que após a rendição da fortaleza também havia "boas condições" a serem discutidas, a saber: 200.000 florins para Prott e seus oficiais e, se isso não bastasse, um grande mosteiro nobre na Vestfália. Prott recusou e informou ao Bispo que 200.000 balas o esperavam em Bourtange caso não levantasse o cerco. Após vários dias de bombardeios, o Bispo teve que reconhecer o poderio superior de Prott e da fortaleza Bourtange. Demorou algum tempo para ele conseguir passar por Bourtange com seu exército, mas conseguiu e nos dias seguintes tomou Huis te Wedde e a cidade de Winschoten.
O conselho do Landschap Drenthe já havia procurado e encontrado asilo na cidade. No entanto, o Landdrost de Drenthe não estava entre eles. O Drost Van Bernsaw acreditava que poderia se beneficiar mais com a colaboração e fugiu para Kampen. Os conselheiros posteriormente nomearam Carl von Rabenhaupt como Drost de Drenthe. Ele também já havia assumido o comando da defesa de Groningen.
Para avançar em direção à cidade de Groningen, o exército do Bispo foi forçado a marchar através do banco de areia de Hondsrug, ao longo da centenária rodovia que ia de Groningen ao interior da Vestfália. As áreas circundantes da cidade, que consistiam em áreas baixas de turfa e nos vales dos riachos de Drenthe, foram inundadas por ordem do comandante-em-chefe holandês Rabenhaupt.
Ele montou seu quartel-general em um reduto perto da cidade de Deurze. Desde então, a localização desta fortaleza tem sido chamada de het Poepenhemeltje. (Poopen é a corruptela da palavra alemã Buben, que significa incivilizado.)

### O cerco da cidade

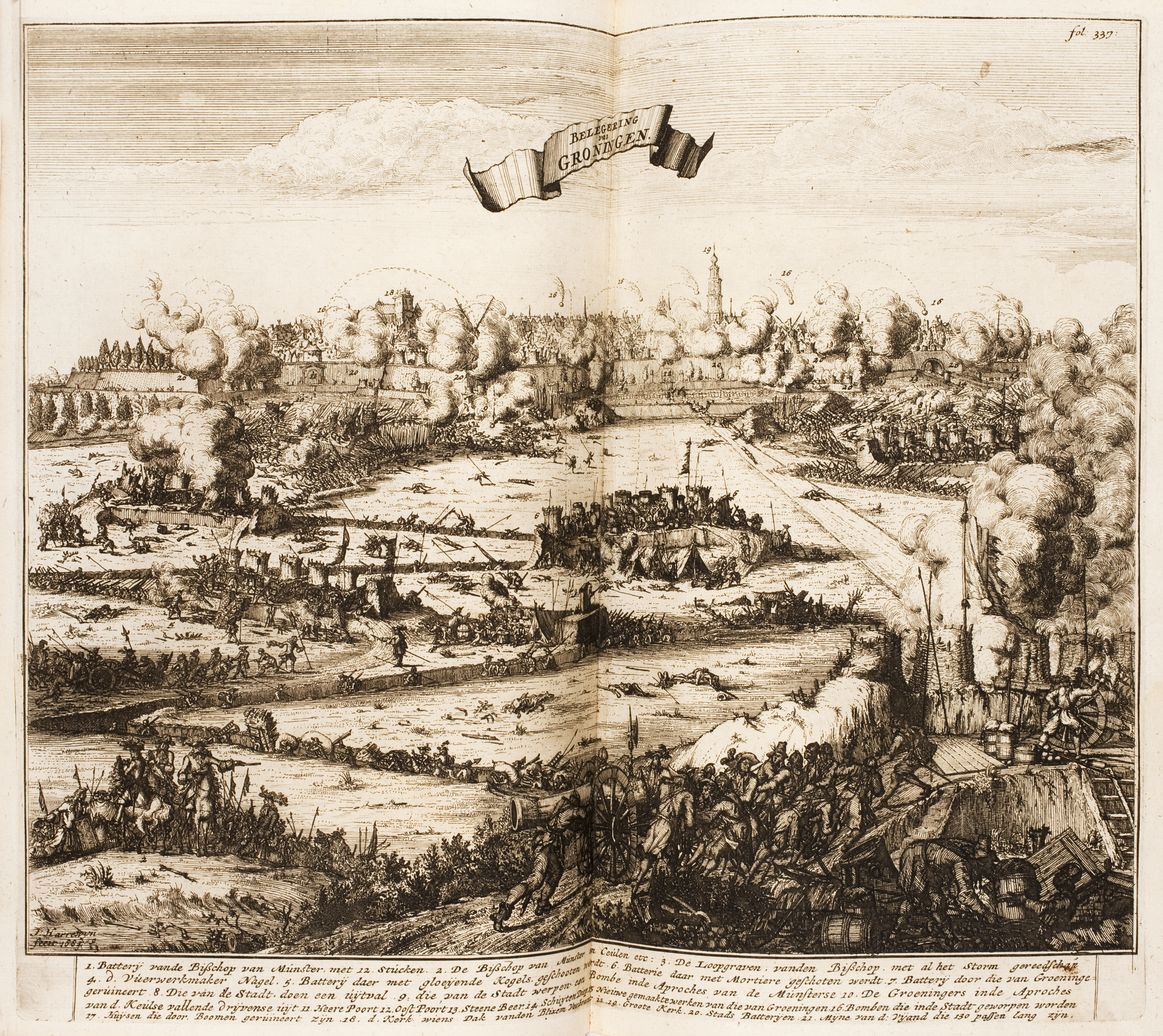
O cerco de Groningen, por Jacobus Harrewijn.

As tropas do Bispo sitiaram Groningen em 21 de julho. Os defensores foram apoiados por um grande número de refugiados de Drenthe. A região sofreu muito: a zona rural circundante foi saqueada pelas tropas inimigas.
O fator decisivo para a decisão final de retirada residiu no fato de que seu aliado, o Príncipe-eleitor de Colônia, havia sofrido uma derrota no monte Nienhuis (escavado no século 19) ao sul de Garrelsweer e suas próprias tropas foram rechaçados em Noordhorn, colocando em risco sua retaguarda. Além disso, o Bispo não conseguiu bloquear o abastecimento da cidade. Ele se aproximou da cidade pelo sul, mas Groningen permaneceu acessível pelo lado norte. O cerco de Groningen em 1594 foi principalmente bem sucedido porque a cidade estava completamente isolada naquela época.
As bombas de Bomba Berend atingiram principalmente o lado sul da cidade, enquanto a nova construção no seu lado norte permaneceu fora do alcance de sua artilharia. As novas muralhas da cidade construídas durante a expansão provaram o seu valor.
Em 28 de agosto, Galeno foi forçado a recuar com apenas metade de seu exército de 24 mil homens.
Somente em 29 de dezembro a Fortaleza de Coevorden voltou às mãos do Estado. Von Rabenhaupt recorreu com gratidão a Meindert van der Thijnen, que contrabandeou mapas de Coevorden para Groningen.
A vitória de Groningen foi motivo de elogios para Joost van den Vondel e um ponto positivo para Haia nesse ano de desastre, em que o governo parecia desesperado, o povo desesperançado e o país sem ajuda.
Os ingleses foram varridos do mar pela frota holandesa e o exército dos franceses ficou preso na antiga linha d’água holandesa. Enquanto isso, o exército de Colônia acabou encalhado na lama de Groningen.

## Festividades

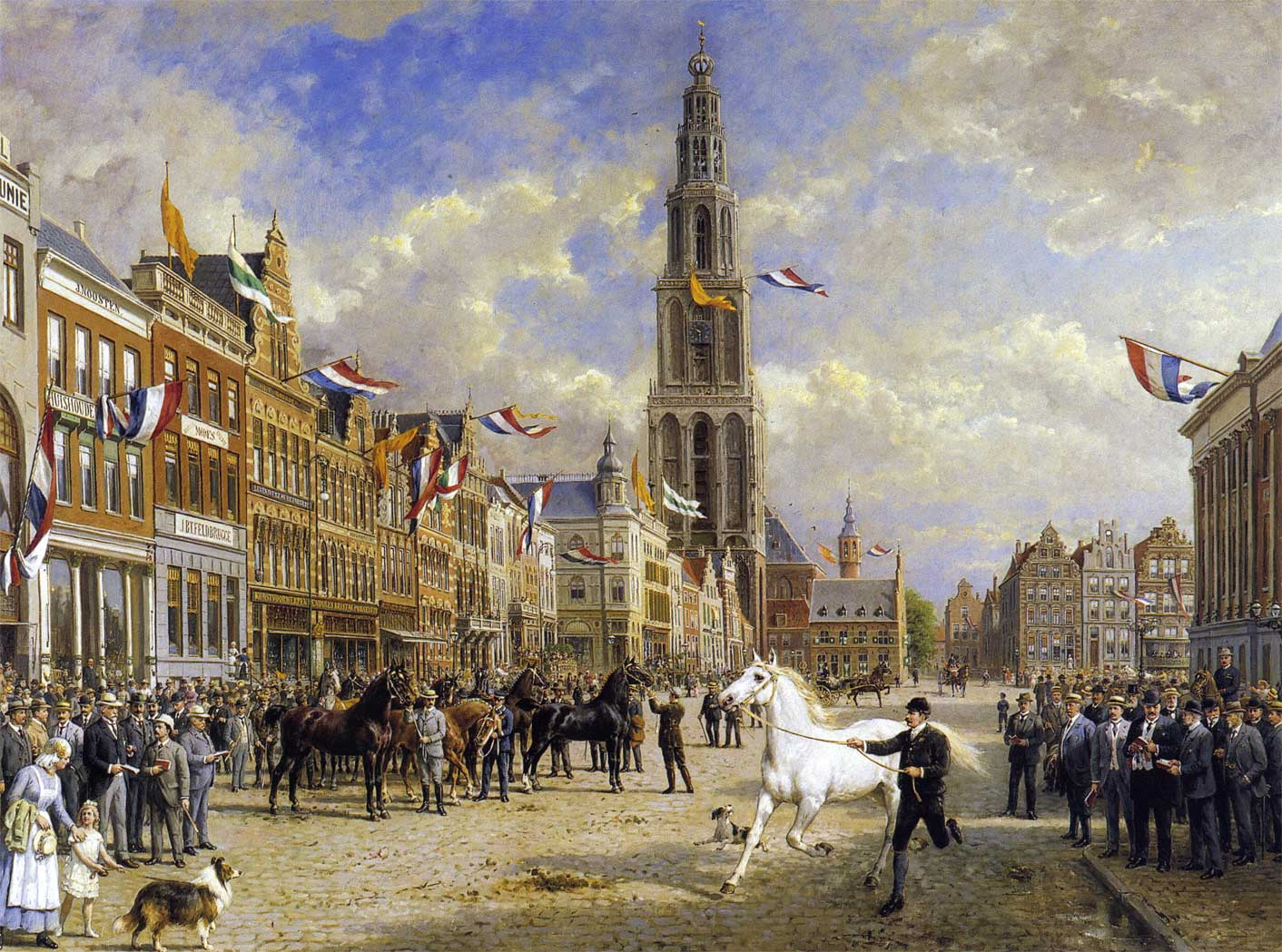
A Inspeção de Cavalos no dia 28, por Otto Eerelman, 1920).

Desde a época do cerco, esse dia tem sido o feriado mais importante da cidade e arredores com um grande número de festividades, uma feira, grandes fogos de artifício e um evento musical na pista de trote.
Desde o surgimento dos caros cavalos de corrida mantidos pelos ricos agricultores de Groningen nos séculos XVII e XVIII, esses animais têm sido uma parte importante das festividades. Há inspeção de cavalos e competições de trote. A festa é celebrada no dia 28 de agosto desde 1700, após a introdução do calendário gregoriano (mas no dia 27 de agosto se o dia 28 cair num domingo).
Desde 1874, a Associação Real de Entretenimento Popular de Groningen é responsável pela organização da festa. Em 2007, as festividades contaram com a presença da Rainha Beatrix em conexão com o 150º aniversário do "Peerdespul". Ela também esteve presente na comemoração em 1972, então como princesa.

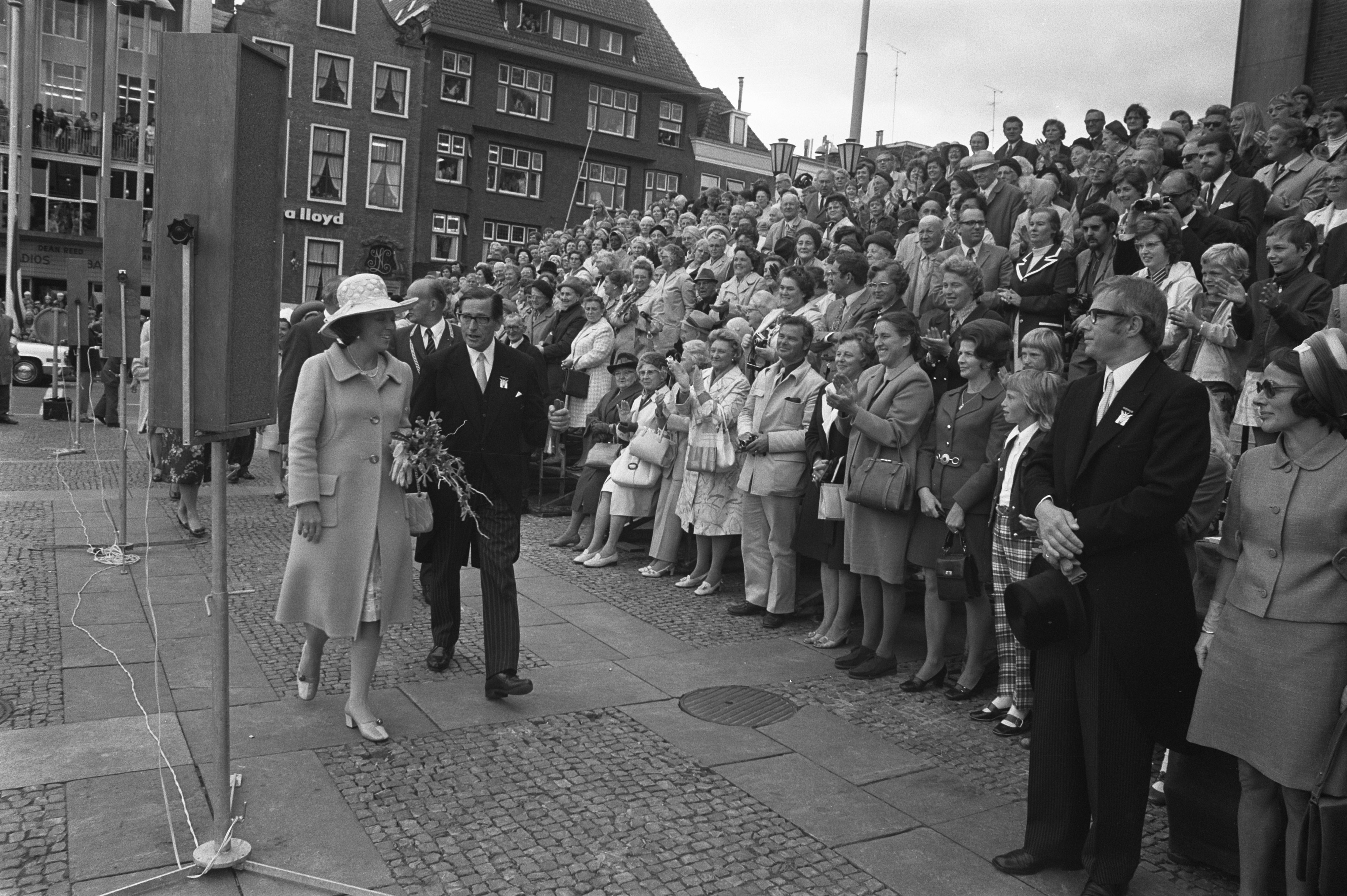
Princesa Beatrix na comemoração em 1972.
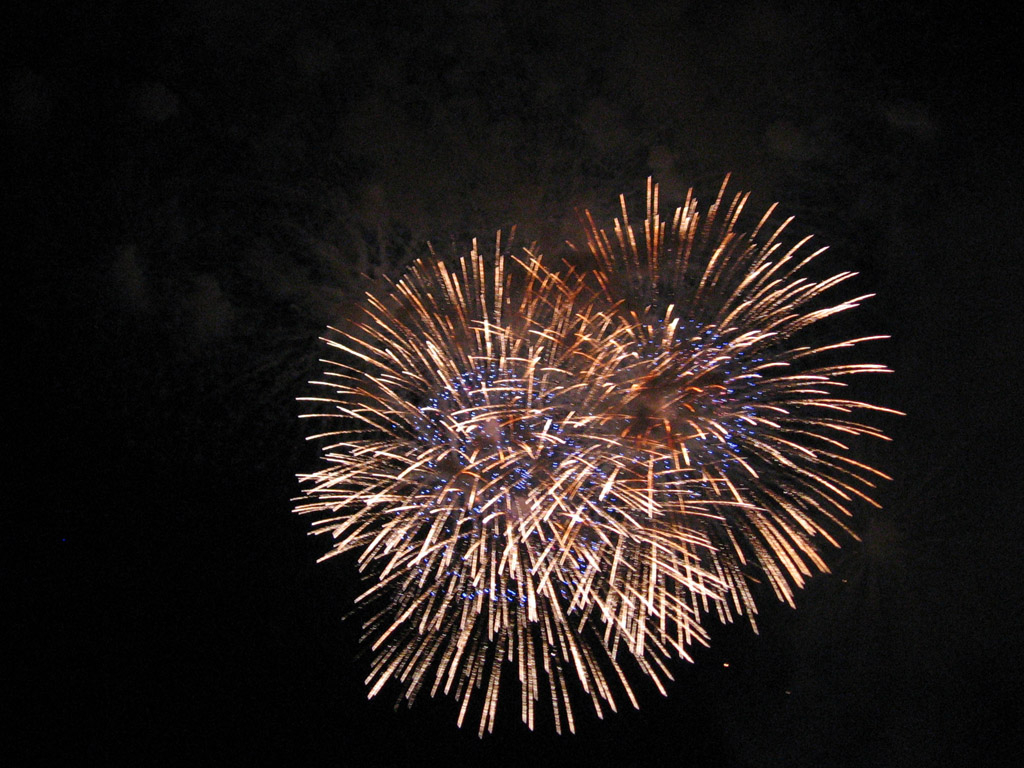
ogos de artifício durante as festividades em 2005.
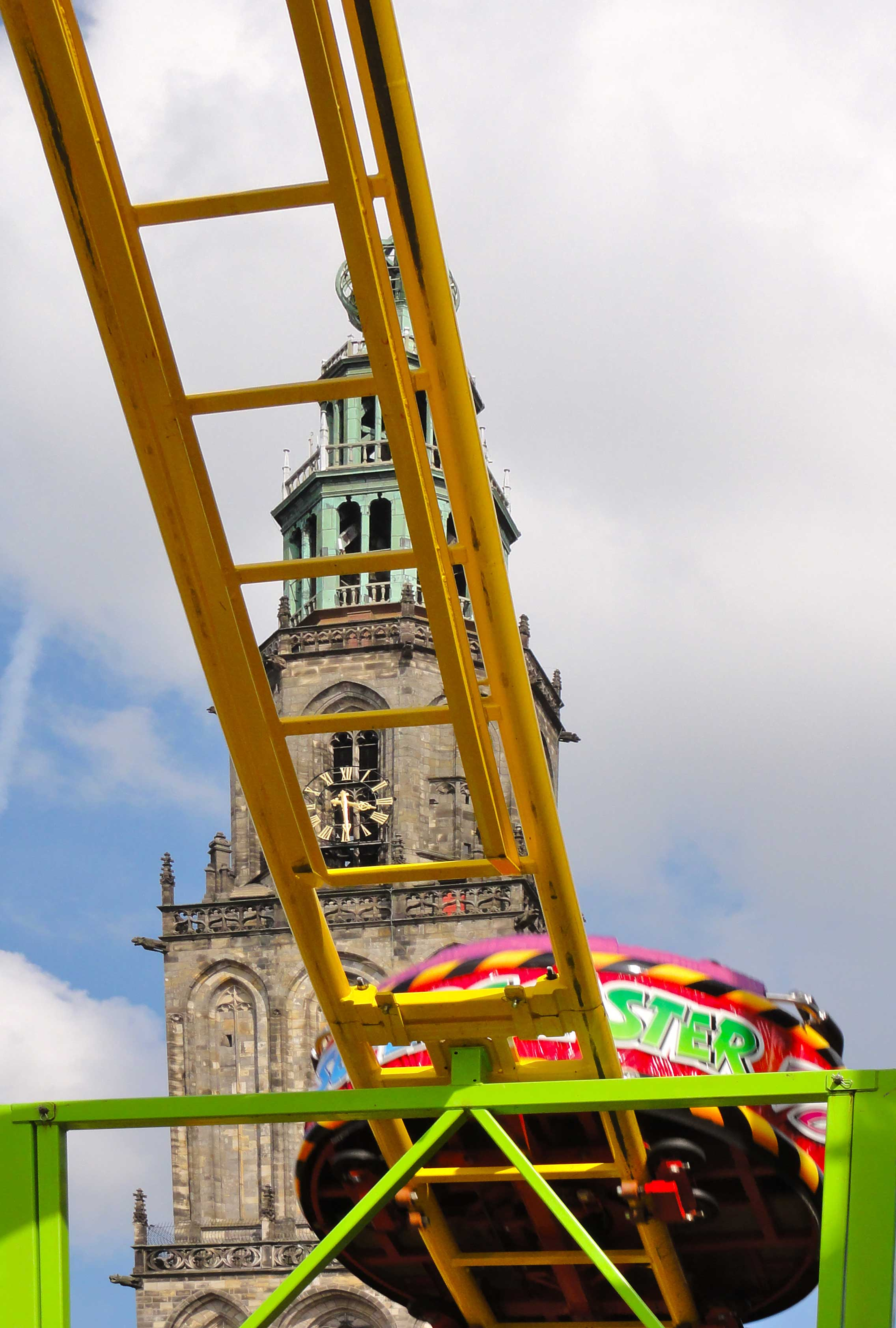
Feira durante o evento em 2012.
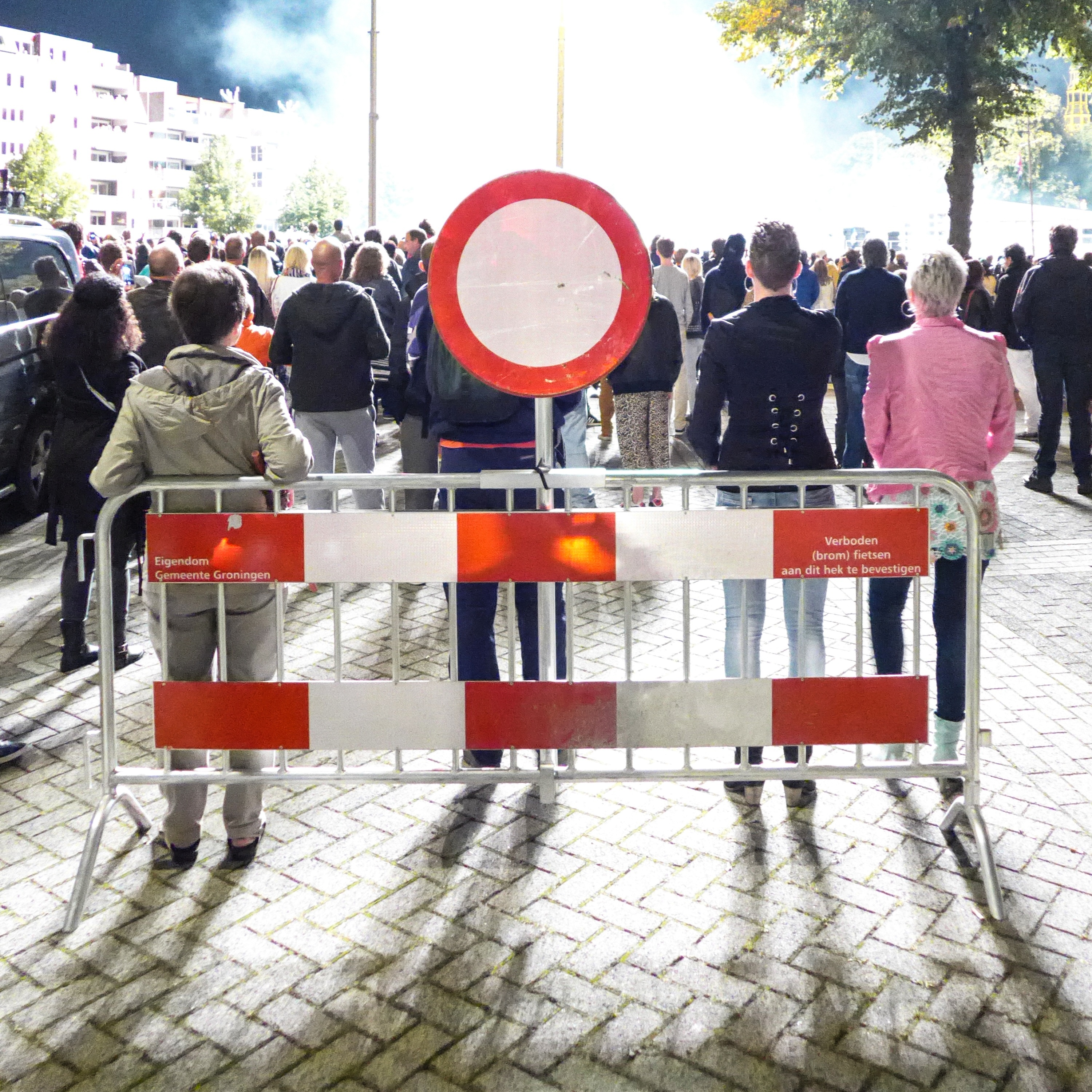
Espectadores nos fogos de artifício em 2014.

## Links externos
- Officiële webpagina
- Lofdicht van Joost van den Vondel uit 1672
- Het ontzet van Coevorden
- Verhalenkaart 1672

1. ↑  «Bom apetite, refugiado!». 11 de novembro de 2015. Consultado em 13 de novembro de 2024